# Götlunda
För andra betydelser, se Götlunda (olika betydelser)

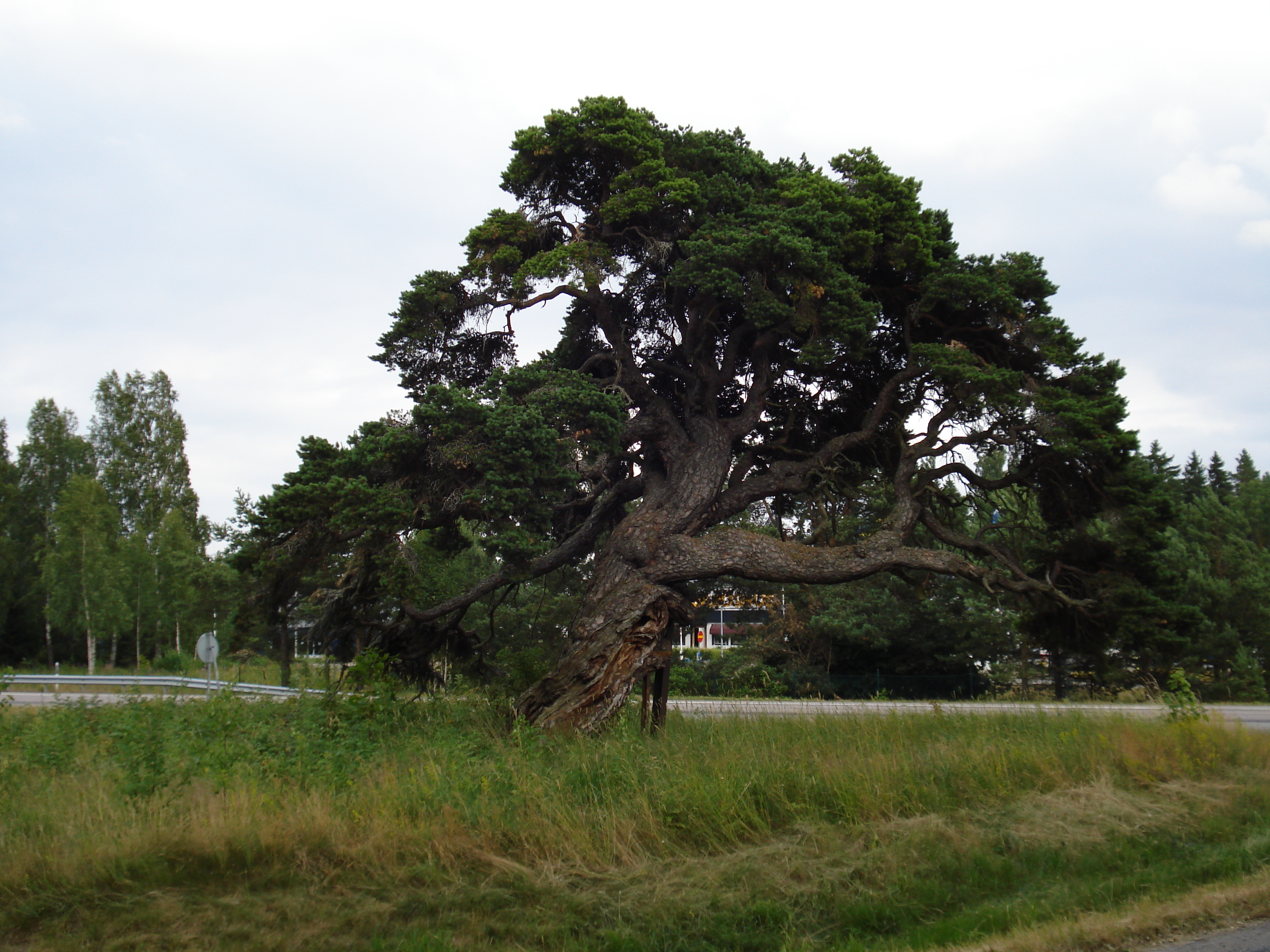
Fårtallen

Götlunda är en tätort i Arboga kommun och kyrkbyn i Götlunda socken, belägen 12 km väster om Arboga vid länsväg U 572. Fram till 1974 tillhörde Götlunda Örebro län, då den överfördes till Arboga kommun, och därmed Västmanlands län. Fram till 1900-talet bestod orten huvudsakligen av församlingskyrkan och prästgården men den har idag utvecklats till ett litet villasamhälle. Trafiken utmed länsvägen har minskat kraftigt sedan en stor del av trafiken mellan Arboga och Örebro nu istället går över den år 2000 färdigställda motorvägsträckan mellan dessa städer.

## Befolkningsutveckling
| Befolkningsutvecklingen i Götlunda 1970–2020 | Befolkningsutvecklingen i Götlunda 1970–2020 | Befolkningsutvecklingen i Götlunda 1970–2020 | Befolkningsutvecklingen i Götlunda 1970–2020 | Befolkningsutvecklingen i Götlunda 1970–2020 |
| -------------------------------------------- | -------------------------------------------- | -------------------------------------------- | -------------------------------------------- | -------------------------------------------- |
|                                              |                                              |                                              |                                              |                                              |
| År                                           |                                              |                                              | Folkmängd                                    | Areal (ha)                                   |
| 1970                                         | 1970                                         |                                              | 226                                          |                                              |
| 1975                                         | 1975                                         |                                              | 297                                          |                                              |
| 1980                                         | 1980                                         |                                              | 339                                          |                                              |
| 1990                                         | 1990                                         |                                              | 322                                          | 35                                           |
| 1995                                         | 1995                                         |                                              | 309                                          | 35                                           |
| 2000                                         | 2000                                         |                                              | 308                                          | 35                                           |
| 2005                                         | 2005                                         |                                              | 302                                          | 36                                           |
| 2010                                         | 2010                                         |                                              | 270                                          | 36                                           |
| 2015                                         | 2015                                         |                                              | 265                                          | 45                                           |
| 2020                                         | 2020                                         |                                              | 272                                          | 46                                           |
| Anm.: Ny tätort 1970                         |                                              |                                              |                                              |                                              |

## Samhället
Tätorten Götlunda utvecklades på 1900-talet, kring sockenkyrkan och där två viktiga färdvägar nalkas varandra. Villabebyggelse från 1950-talet dominerar. Närmast söder om kyrkan finns f d sockenmagasin och sockenstuga, prästgård och arrendatorsboställe. Väster om kyrkan ligger äldreboendet Götgården: Närmast norr om kyrkan finns en F-6 skola med plats för cirka 100 elever, och i anslutning till denna finns ett fritidshem med plats för omkring 50 elever. I skolan finns ett bibliotek som även är öppet för allmänheten. Tyvärr är numer (2015)    biblioteket nedlagt efter att lokalen vattenskadats. Den bokbuss som till en början fick ersätta biblioteket drogs snart in med motiveringen att den utnyttjades för dåligt.

## Sevärdheter
Götlunda kyrka är en barockkyrka som invigdes 1747. Den ersatte en medeltida kyrka på platsen och ligger högt uppe på Lungeråsen och syns därmed vida omkring. I närheten av kyrkan finns en sockenstuga, två prästgårdar och det så kallade sockenmagasinet. Sockenmagasinet byggdes 1760 och dess syfte var att tjäna som magasin för spannmål som skulle användas i tider av missväxt.
Nära länsvägen i den södra delen av samhället ligger Fårtallen. Denna tall fredades som naturminne 1928 i samband med bygget av länsvägen. Den bedöms vara mellan 400 och 450 år gammal. Enligt sägnen så fick den sitt namn när en skock får som tagit skydd under tallen vid ett oväder dödades av ett blixtnedslag.

## Idrott
Idrottsföreningen Götlunda IF, grundat 1923, bedriver sin verksamhet inom orten. Dess verksamhet är indelad i fyra sektioner bestående av fotboll, friidrott, skidsport och gymnastik. En stor del av föreningens aktiviteter är koncentrerad till idrottsplatsen Götvallen.